# Niemcza (gmina)

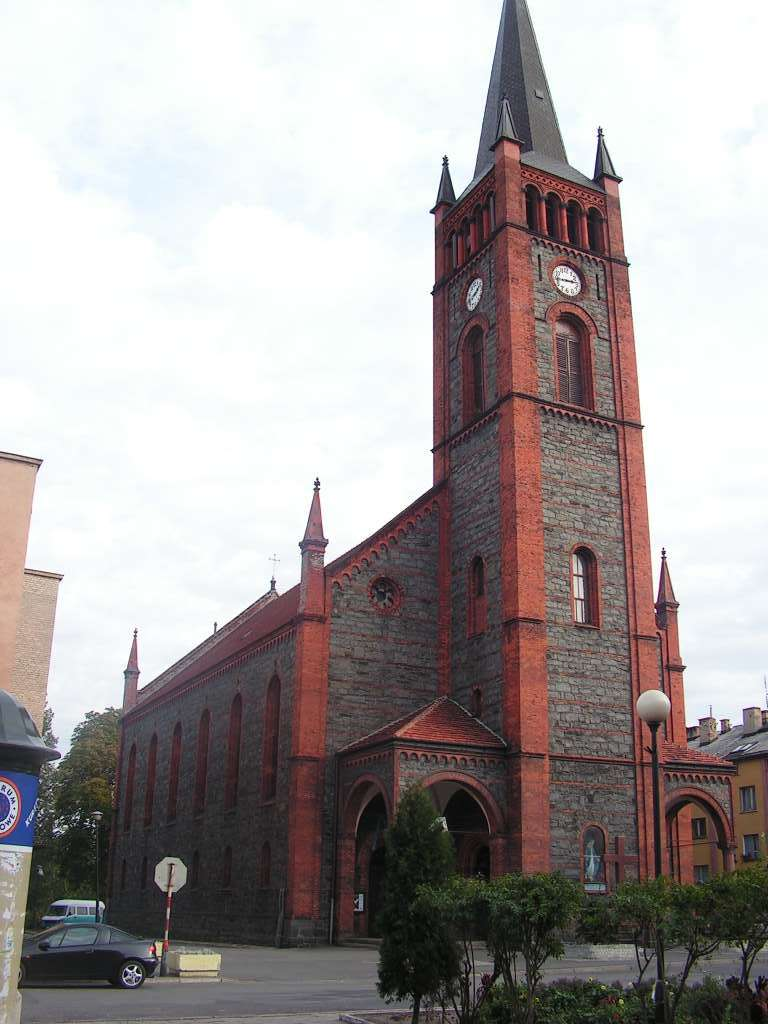
Niemcza:Église des saints Pierre et Paul

Niemcza (en allemand : Nimptsch) est une commune polonaise.

## Villages et localités
Outre la ville de Niemcza, la commune contient les villages suivants : Chwalęcin, Gilów, Gola Dzierżoniowska, Kietlin, Ligota Mała, Nowa Wieś Niemczańska, Podlesie, Przerzeczyn-Zdrój, Ruszkowice, Wilków Wielki et Wojsławice.